# Crossodactylodes
Crossodactylodes ist eine südamerikanische Gattung der Froschlurche aus der Familie der Leptodactylidae. Wegen ihrer unsicheren verwandtschaftlichen Stellung unter den südamerikanischen Fröschen wurde die Gattung zuletzt im Jahr 2013 molekulargenetisch untersucht und von der Familie Cycloramphidae, in die sie erst 2006 gestellt worden war, wieder in die Familie Leptodactylidae transferiert.

## Merkmale
Die Gattung ist durch ihre verbreiterten Finger und Zehen und durch das verborgene Tympanum (äußere Membran des Hörorgans) charakterisiert. Ein wesentliches Merkmal der Gattung, das jedoch von Doris Mable Cochran bei ihrer Erstbeschreibung der Typusart Crossodactylodes pintoi im Jahr 1938 noch nicht angegeben wurde, sind die hornigen Dornbildungen an den Daumen der Männchen. Erst 1955 erwähnt Doris Mable Cochran diese Dornen in ihrer Studie Frogs of Southeastern Brazil.

## Verbreitung
Die Gattung ist im Hochland der Atlantischen Regenwälder Brasiliens endemisch. Das Verbreitungsgebiet umfasst Teile der Bundesstaaten Rio de Janeiro, Espírito Santo, Minas Gerais und Bahia im Südosten Brasiliens.

## Lebensweise
Die Frösche der Gattung Crossodactylodes verbringen ihren gesamten Lebenszyklus in den wassergefüllten Trichtern von Bromelien.

## Taxonomie und Systematik
2013 wurde für Crossodactylodes und die nahe verwandten Gattungen Rupirana, Paratelmatobius und Scythrophrys die Unterfamilie Crossodactylodinae innerhalb der Familie Leptodactylidae errichtet. Dieser Name ist jedoch ungültig, da schon 2012 eine ähnliche Gruppe unter dem Namen Paratelmatobiinae beschrieben worden war.

## Arten

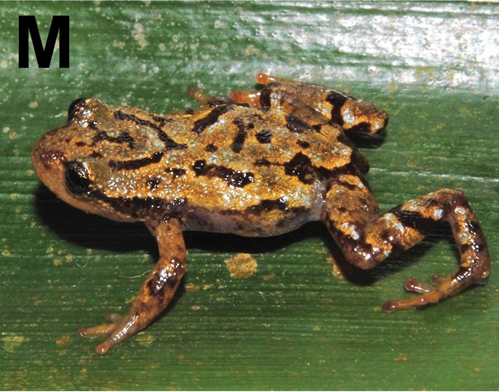
Crossodactylodes izecksohni

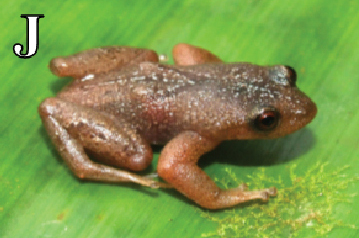
Crossodactylodes septentrionalis

Anfang 2014 waren 5 Arten beschrieben, 2023 kamen mit Crossodactylodes serranegra und später Crossodactylodes teixeirai zwei weitere Arten hinzu.
Stand: 19. Dezember 2023
- Crossodactylodes bokermanni Peixoto, 1983[8]
- Crossodactylodes itambe Barata, Santos, Leite & Garcia, 2013[9]
- Crossodactylodes izecksohni Peixoto, 1983[8]
- Crossodactylodes pintoi Cochran, 1938
- Crossodactylodes septentrionalis Teixeira, Recoder, Amaro, Damasceno, Cassimiro & Rodrigues, 2013[10]
- Crossodactylodes serranegra Santos, Pinheiro, Garcia, Griffiths, Haddad & Barata, 2023[11]
- Crossodactylodes teixeirai Ferreira, Zocca, Carvalho & Santos, 2023[12]